# アンドレイ・チスチャコフ
アンドレイ・ニコラエヴィチ・チスチャコフ（露: Андре́й Никола́евич Чистяко́в、 Andrei Nikolaevich Chistyakov、1949年1月4日 レニングラード - 2000年11月29日 モスクワ）はソビエト連邦、ロシアの指揮者。ロシア連邦人民芸術家（1999年授与）。

## 概要
レニングラードに生まれる。レニングラード音楽院でイリヤ・ムーシンに指揮法を師事する。1978年から1988年までの間、スヴェルドロフスク・フィルハーモニー交響楽団の芸術監督・首席指揮者として活動し、1988年からはボリショイ劇場指揮者陣の一人に迎えられた。ボリショイ劇場での活動と平行して、1995年には、ラフマニノフ記念交響楽団を創設、首席指揮者となり、更にフィンランドのミッケリ・バレエ・フェスティバルの音楽監督にも就任している。2000年に若くして亡くなりトロエクロフスコエ墓地に埋葬された。
セゾン・リュス・レーベルなどにラフマニノフの3つのオペラ（『アレコ』、『けちな騎士』、『フランチェスカ・ダ・リミニ』）を始めとする数多くの録音を行い、『シェヘラザード』、『火の鳥』、『ペトルーシュカ』などのバレエ映像も残している。